# Bursztyn (miasto)

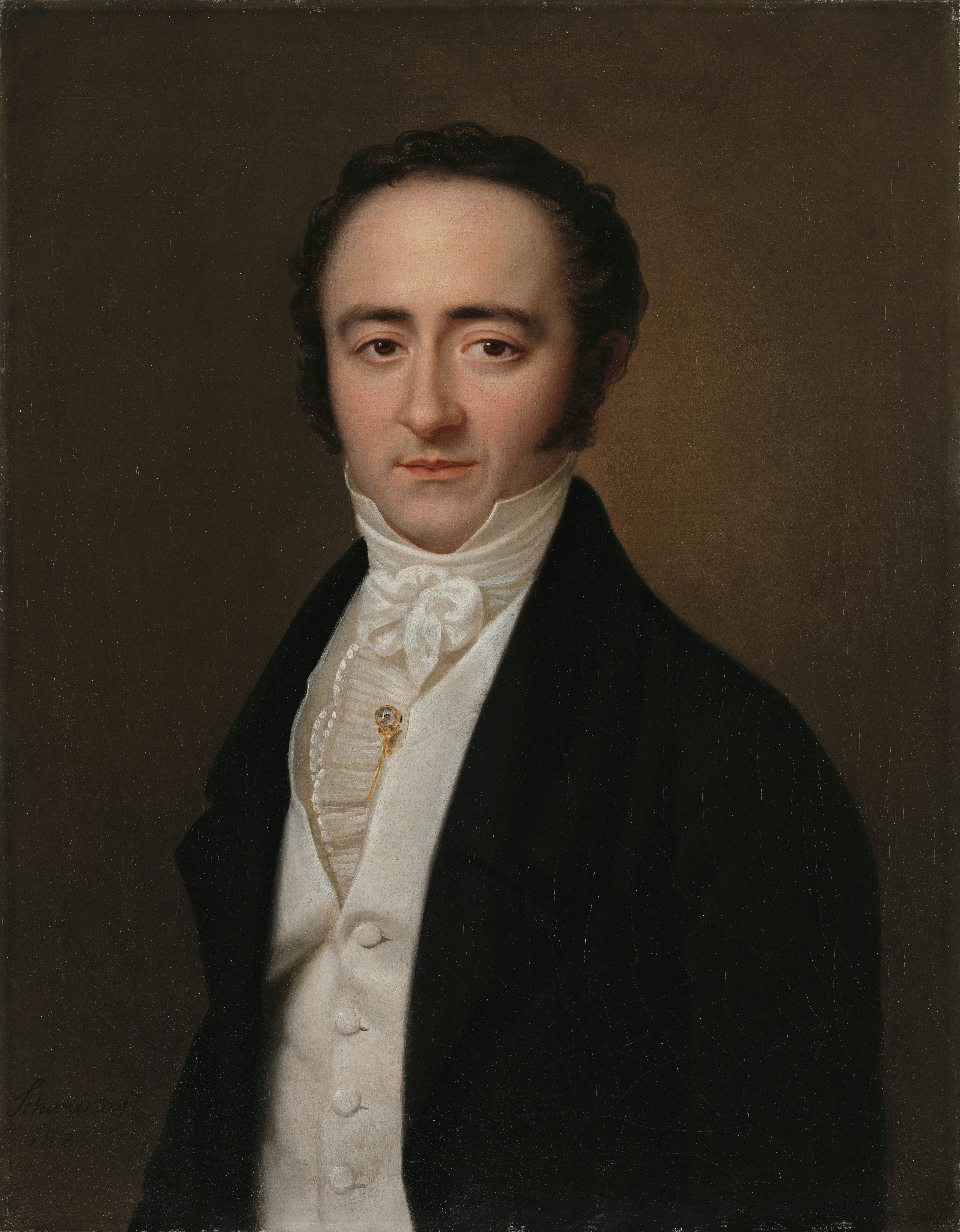
Franz Xaver Mozart

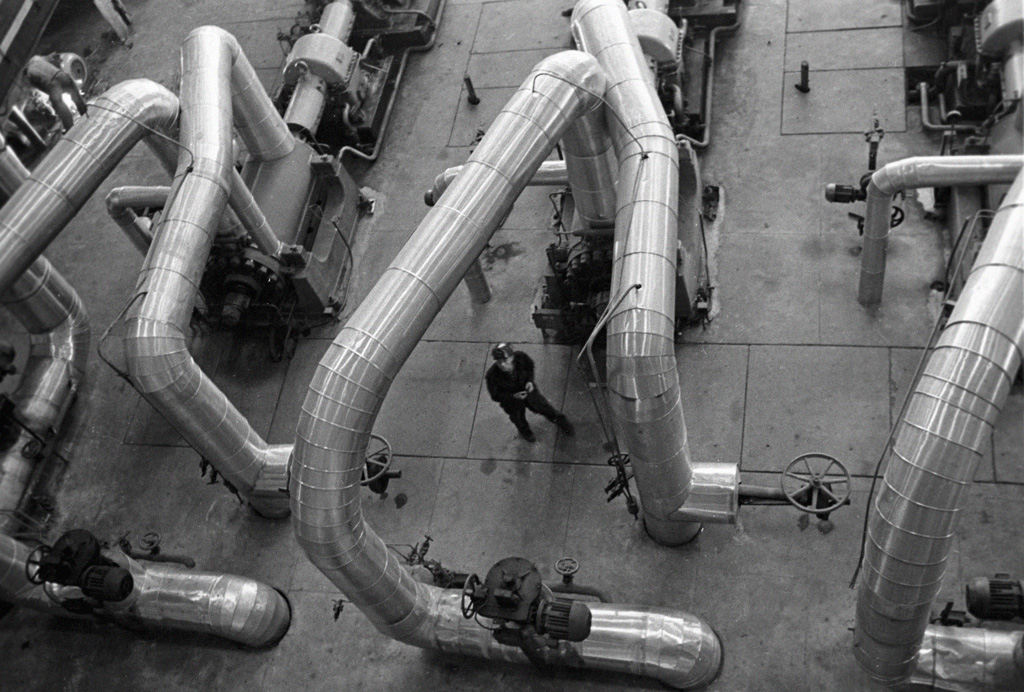
Elektrociepłownia w Bursztynie, 1974

Bursztyn (ukr. Бурштин) – miasto wydzielone z rejonu na Ukrainie, w obwodzie iwanofrankiwskim; nad Gniłą Lipą. 12 761 mieszkańców (2023), dla porównania spis powszechny w 2001 zanotował ich 10 182, dokładne dane o liczbie mieszkańców nie są znane ze względu na b. wysoki odsetek emigracji zarobkowej.
W okolicy znajdują się pokłady gipsu, alabastru i torfu. Przez miasto przebiega ukraińska droga krajowa N09.

## Historia
9 października 1629 r. miała miejsce bitwa pod Bursztynem – rozbicie zagonu tatarskiego Kantymira Murzy przez wojska koronne regimentarza Stefana Chmieleckiego; w walce poległ brat Kantymira, a 2 tys. Tatarów wzięto do niewoli.
Do połowy XVIII wieku własność rodu Sieniawskich z Brzeżan. W 1730 roku wybudowano drewniany kościół katolicki, który na zlecenie Elżbiety Sieniawskiej zaprojektował Jacob de Logau. Po 1741 roku nowy właściciel miasta Paweł Benoe, instrygator koronny i kasztelan warszawski, rozpoczął w Bursztynie budowę murowanego kościoła z klasztorem Trynitarzy, które ukończono przed 1755 roku (klasztor skasowali Austriacy jeszcze w XVIII wieku). Jego córka Anna wniosła dobra ziemskie z Bursztynem jako posag do majątku swojego męża Rafała Ludwika Skarbka. Jego wnuk hrabia Ignacy Skarbek (zm. 1842) zbudował tu swoją nową rezydencję w postaci klasycystycznego pałacu z sześciokolumnowym portykiem i w 1842 roku ufundował tu klasztor Szarytek. Córka Ignacego, Eleonora, wniosła Bursztyn jako wiano do majątku Karola Jabłonowskiego (1807-1885), w rodzinie którego Bursztyn pozostał do II wojny światowej.
Od 3 lipca 1941 miasto było okupowane przez Wehrmacht. Do sierpnia 1941 część władzy sprawowała ukraińska milicja. W dniach 20-21 lipca 1941 miejscowi Ukraińcy wraz niemieckim podoficerem zorganizowali pogrom, podczas którego Żydzi byli poniżani, bici i aresztowani. Na początku sierpnia 1941 miasto przeszło pod zarząd niemieckiej administracji cywilnej. Miejscowych Żydów Niemcy zamknęli w getcie; w czerwcu 1942 liczba żydowskich mieszkańców Bursztyna wynosiła 1564. 21 września 1942 doszło do pierwszej większej antyżydowskiej "akcji" - Niemcy w trakcie łapanki zabili kilku Żydów a około 200 zapędzili do Rohatyna, skąd wywieziono ich do obozu zagłady w Bełżcu. 15 października 1942 Niemcy przesiedlili niemal wszystkich Żydów z Bursztyna do Bukaczowiec, gdzie podzielili oni los tamtejszych żydowskich mieszkańców (egzekucje i wywózki, m.in. do Bełżca). Pozostał po nich cmentarz żydowski.
W latach 1943–1944 z rąk nacjonalistów ukraińskich z OUN – UPA zginęło 28 Polaków, w tym ojciec, matka i siostra miejscowego księdza.
Do 1945 w Polsce, w województwie stanisławowskim, w powiecie rohatyńskim, siedziba gminy Bursztyn.

## Zabytki
- Pałac wybudowany pod koniec XVIII lub na początku XIX wieku przez rodzinę Skarbków. Następnie siedziba Jabłonowskich. Pałac rozebrano w 1944 roku[6].
- Kościół pw. św. Trójcy – murowany, neobarokowy, ufundowany przez Pawła Benoe, zbudowany w latach 1741-1755, parafialny od 1743 r., konsekrowany przez abp. Wacława Hieronima Sierakowskiego w 1774 r. Po kasacji trynitarzy w 1783 r. objęty przez księży diecezjalnych. Dobudowa wieży z dzwonami w latach 1829 – 1930. Zamknięty i przerobiony na magazyn i siłownię w 1950 r.. Przywrócony do kultu religijnego w 1990 r[12][13].
- klasztor Szarytek (SS Miłosierdzia) z XIX wieku
- Cerkiew pw. Podwyższenia Krzyża Świętego z 1802 roku fundacji Skarbków
- Kaplica grobowa Skarbków i Jabłonowskich na cmentarzu katolickim
- cmentarz żydowski
- gmach Sokoła
- budynek przypałacowy mieszczący Aptekę

## Osoby związane z Bursztynem
- Zdzisław Adamczyk (1886-1940) – podpułkownik dyplomowany artylerii Wojska Polskiego, burmistrz Zakopanego
- Włodzimierz Czerkawski – polski ekonomista, statystyk, profesor Uniwersytetu Jagiellońskiego
- Ludwik Finkel – polski historyk, bibliograf, profesor i rektor Uniwersytetu Lwowskiego
- Antoni Grodki – radca namiestnictwa, honorowy obywatel Bursztyna
- Ryszard Kłyś – polski prozaik i scenarzysta filmowy
- Franz Xaver Wolfgang Mozart – syn Wolfganga Amadeusa, zwany „Lwowskim Mozartem”, od 1809 przebywał w Bursztynie, gdzie nauczał gry na fortepianie u rodziny Janiszewskich
- Edward Rittner – polski prawnik, specjalista prawa kanonicznego i małżeńskiego, profesor i rektor Uniwersytetu Lwowskiego
- Ludwik Schweizer (1894–1960) – pułkownik dyplomowany kawalerii Wojska Polskiego, kawaler Orderu Virtuti Militari
- Karol Szczepanowski (1892–1940) – major artylerii Wojska Polskiego
- Karol Tichy – polski malarz i artysta zajmujący się również ceramiką artystyczną, projektowaniem mebli, tworzący w stylu secesji; pedagog
- Debora Vogel – żydowska dwujęzyczna pisarka, filozof, krytyk literacki i krytyk sztuki, pisząca po polsku i w jidysz

## Galeria

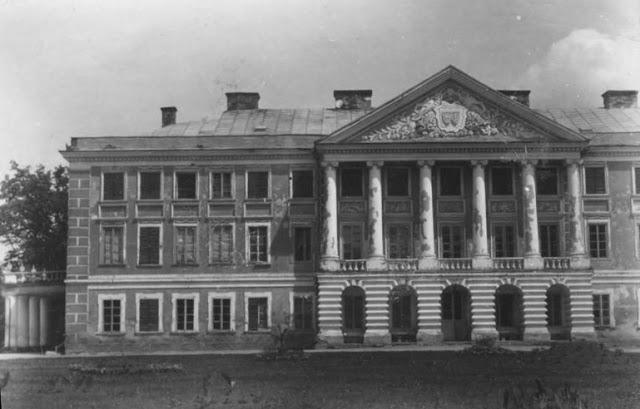
Pałac Skarbków w 1920 r.
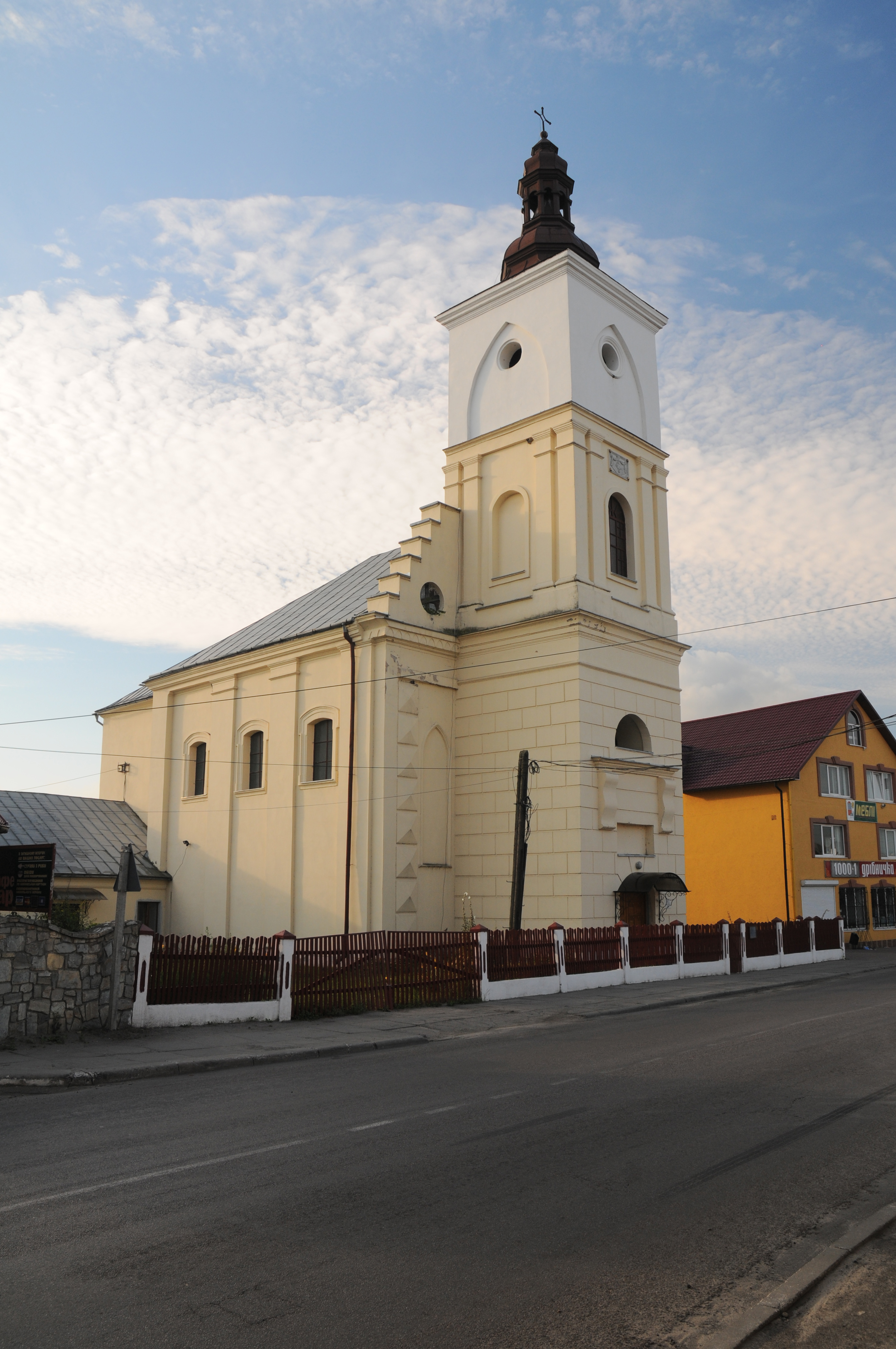
Kościół św. Trójcy z 1741 roku
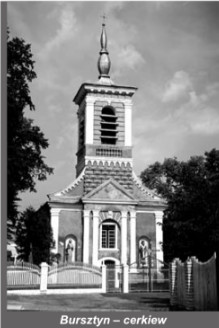
Cerkiew Podwyższenia Krzyża Św. z 1802 roku
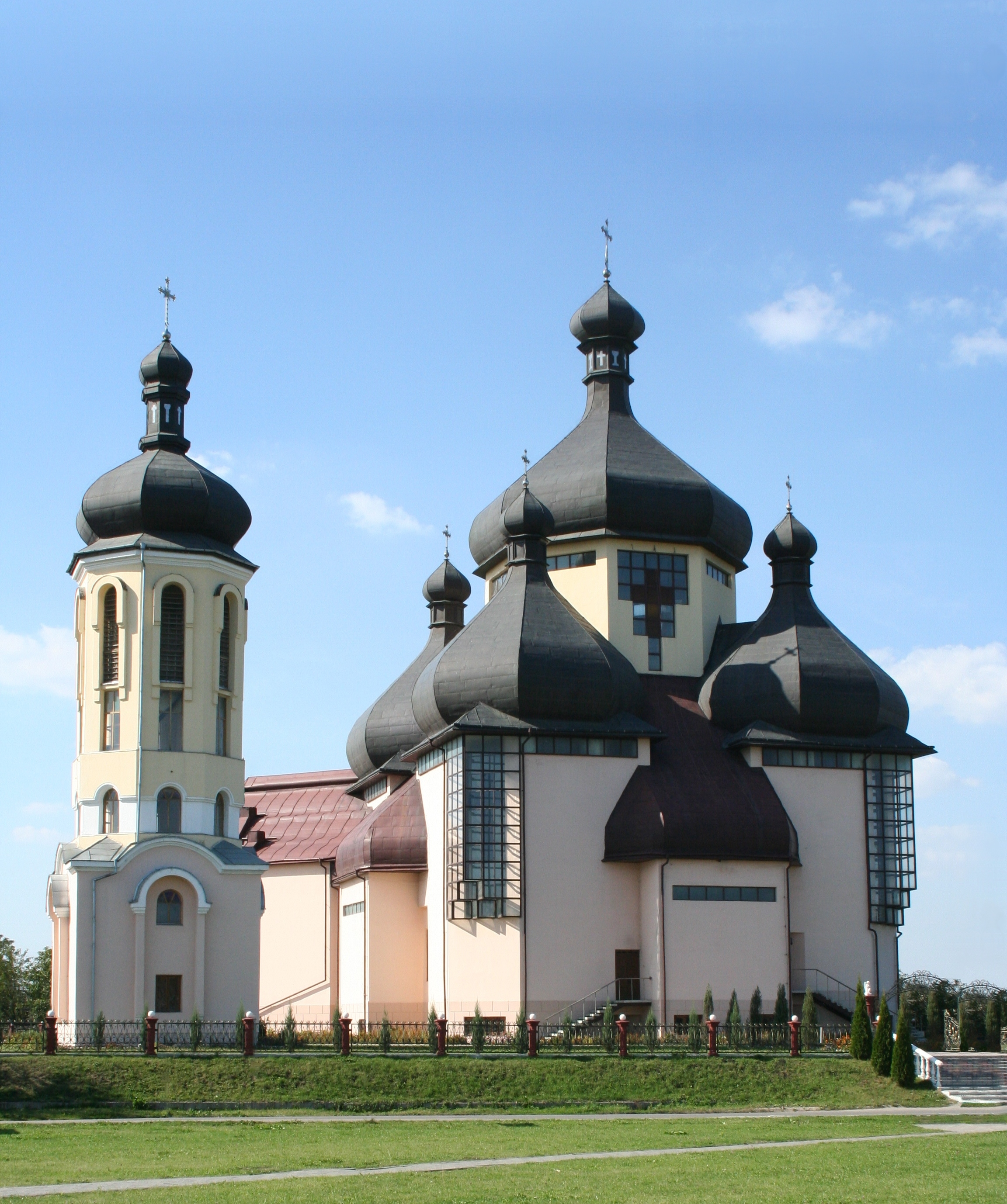
Cerkiew
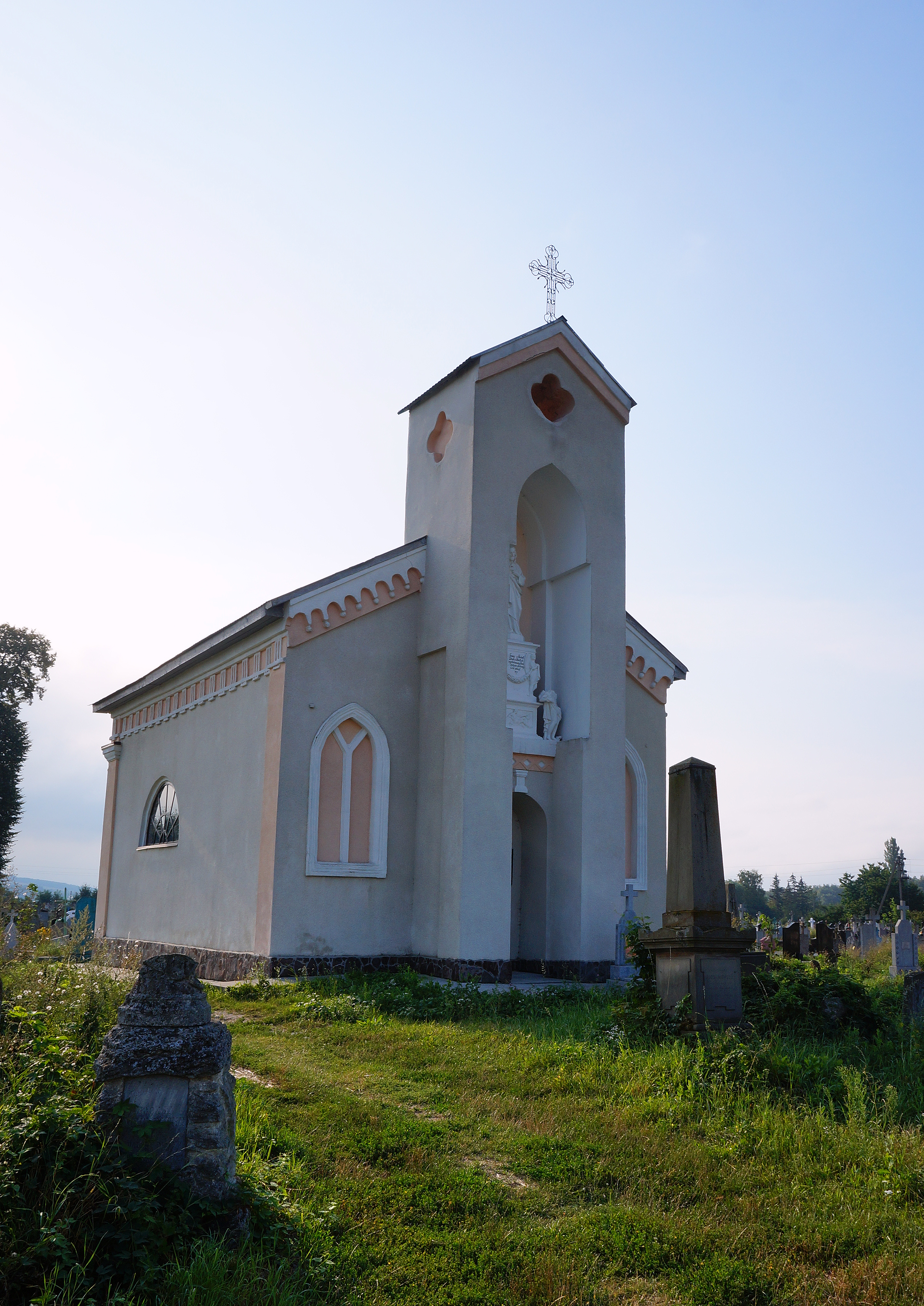
Kaplica grobowa Skarbków i Jabłonowskich z 1813 r.
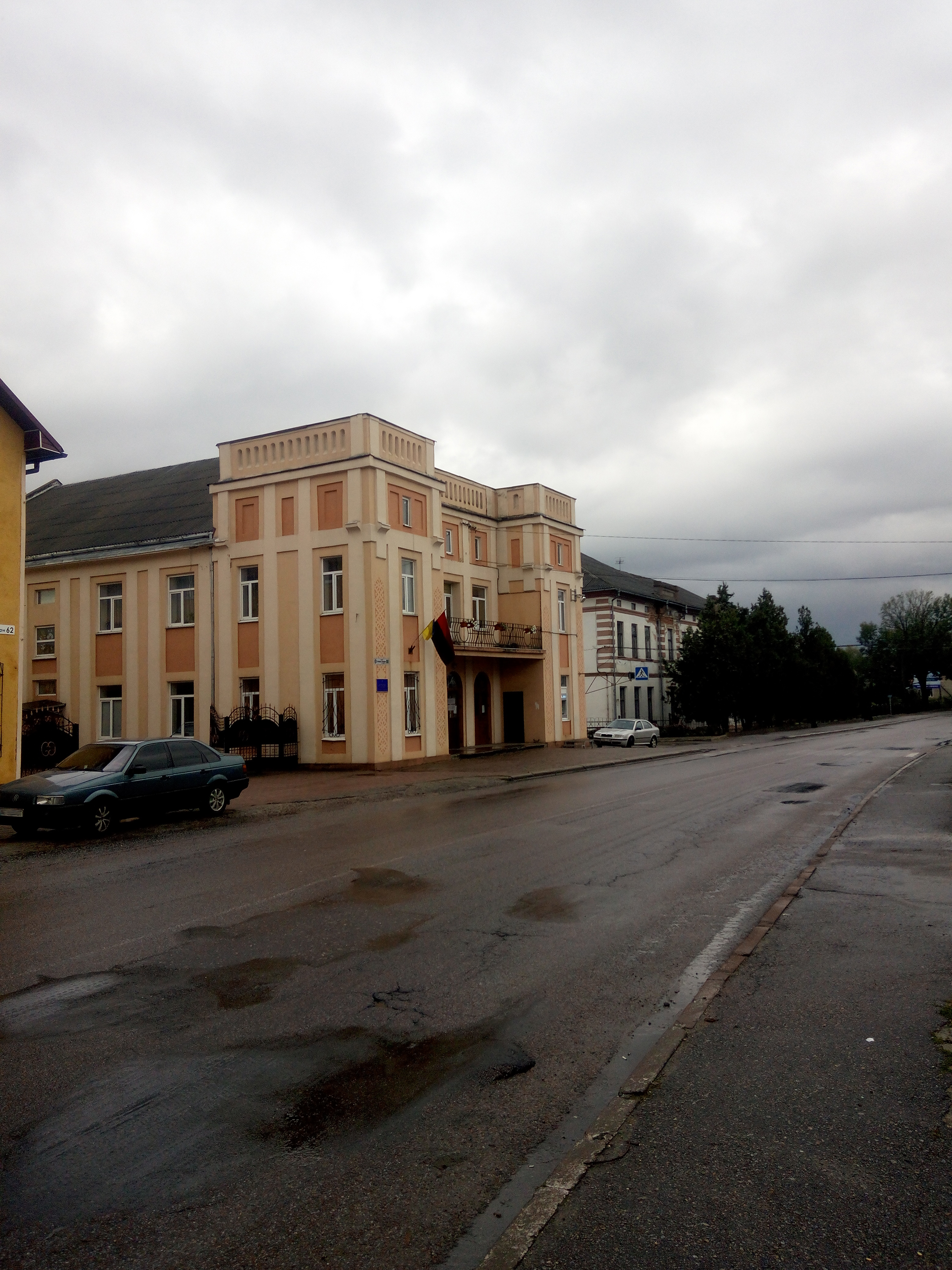
Budynek Sokoła